# Melanesisk storfotshöna
Melanesisk storfotshöna (Megapodius eremita) är en fågel i familjen storfotshöns inom ordningen hönsfåglar.

## Utbredning och systematik
Fågeln förekommer i Amiralitetsöarna, New Britain, Nya Irland och Salomonöarna. Den behandlas som monotypisk, det vill säga att den inte delas in i några underarter.

## Status
IUCN kategoriserar arten som livskraftig.